# 太白县
太白县是中国陕西省宝鸡市所辖的一个县。位于宝鸡南部，秦岭山区。总面积为2780平方公里，常住人口約4万人，县人民政府駐咀頭鎮。
1953年以太白山西部地区设置太白区，1961年改为太白县，经济以农业为主，产小麦、玉米、薯类、稻、豆类、林木和多种药材。

## 行政区划
太白县下辖7个镇：
咀头镇、桃川镇、鹦鸽镇、靖口镇、太白河镇、黄柏塬镇和王家堎镇。

## 人口
根据第七次全国人口普查结果，现将2020年11月1日零时，基本情况公布如下：太白县常住人口为39630人，与2010年第六次全国人口普查的50928人相比，减少11298人，年平均降低率为2.5%。

## 交通
- 342国道过境。